# Gheorghe Ciobanu (etnomuzicolog)
Gheorghe Ciobanu (n. 4 februarie 1909, Pădureni (fostă Gâștești), județul Ilfov (astăzi Giurgiu) - d. 20 aprilie 1997, București) a fost un etnomuzicolog, bizantinolog și profesor român.

## Biografie
S-a născut la data de 4 februarie 1909 în localitatea Pădureni (Gâștești), județul Ilfov (astăzi Giurgiu).
Studiile muzicale le-a început în 1923 la Seminarul Central din București (absolvit în 1931), continuându-le la Conservatorul din București (1931-1938) cu Victor Gheorghiu (teorie-solfegiu), Ștefan Popescu (teorie-solfegiu, cor, dirijat coral), Mihail Jora (armonie și contrapunct), Dimitrie Cuclin (forme muzicale), Constantin Brăiloiu (folclor și istoria muzicii), George Breazul (enciclopedia și pedagogia muzicii). S-a specializat între 1944-1946 cu Ioan D. Petrescu (paleografie bizantin și cânt gregorian).
Între 1935-1943 este cântăreț bisericesc în București, iar între 1939-1952 este profesor de muzică bisericească la Seminarul Central din București.
Între 1942-1946 activează ca profesor de teorie-solfegiu la Institutul Militar de Muzică din București.
În 1938 devine colaborator la Arhiva de Folklor a Societății Compozitorilor Români. Între 1949-1953 ajunge cercetător științific și apoi șef de sector (1954-1968) la Institutul de Etnografie și Folclor al Academiei R.P.R. din București.
Între 1966-1971 este conferențiar la catedra de folclor a Conservatorului din Iași.
În 1970 devine doctor în muzicologie la Conservatorul din Cluj-Napoca cu teza Lăutarii din Clejani.
A prezentat conferințe, comunicări științifice, concerte-lecții, emisiuni radio-televizate. A participat la numeroase sesiuni științifice interne și internaționale, la București, Cluj, Iași, la Moscova (1964), Celje (1965), Sofia (1966), Viena (1981), Haga (1988) etc.
A publicat articole, recenzii și studii în principalele reviste de specialitate din țară (Muzica, Revista de Folclor, Studii de muzicologie, Cercetări de muzicologie, Biserica Ortodoxă Română, Glasul Bisericii etc.) și din străinătate (Franța, Italia, Polonia, Bulgaria ș.a.).

## Distincții
A fost distins și încununat cu numeroase de premii, decorații și titluri, datorate activității sale științifice:
- Premiul „Ciprian Porumbescu” al Academiei Române (1957[5], 1978)
- Premiul Uniunii Compozitorilor și Muzicologilor din România” (1969, 1974, 1977, 1979, 1992)
- Marele Premiu al Uniunii Compozitorilor (1987)
- Ordinul „Meritul cultural”, clasa a III-a (1969)

## Lucrări

### Cărți
- Lăutarii din Clejani[6], București, Editura Muzicală a Uniunii Compozitorilor din R.S.R., 1969, 220 p.
- Studii de etnomuzicologie și bizantinologie[7]
vol. 1, București, Editura Muzicală, 1974, 439 p.
vol. 2, București, Editura Muzicală, 1979, 378 p.
vol. 3, București, Editura Muzicală, 1992, 224 p. ISBN 973-42-0128-X
- Etudes de musique ancienne roumaine[8], București, Editura Muzicală, 1984, 194 p.

### Ediții critice[9]
- Anton Pann. Cîntece de lume, București, Editura de Stat pentru Literatură și Artă, 1955, 365 p.
- Culegeri de folclor și cîntece de lume, seria „Izvoare ale muzicii românești”, vol. I, București, Editura Muzicală, 1976, 267 p.
- Muzică instrumentală, vocală și psaltică din secolele XVI-XIX, seria „Izvoare ale muzicii românești”, vol. II, București, Editura Muzicală, 1978, 248 p.
- „Școala muzicală de la Putna” (manuscrisul nr. 56/544/576 I), seria „Izvoare ale muzicii românești”, vol. III, București, Editura Muzicală, 1980, 446 p. (cu Titus Moisescu și Marin Ionescu)
- „Școala muzicală de la Putna” (manuscris nr. I-26/Iași), seria „Izvoare ale muzicii românești”, vol. IV, București, Editura Muzicală, 1981, 618 p. (cu Titus Moisescu și Marin Ionescu)
- Antologhionul lui Eustatie Protopsaltul Putnei, seria „Izvoare ale muzicii românești”, vol. V, București, Editura Muzicală, 1983, 510 p. (cu Marin Ionescu)
- „Școala muzicală de la Putna” (Ms. Nr. 56/544/576 I). „Stihirar”, seria „Izvoare ale muzicii românești”, vol. IIIB, București, Editura Muzicală, 1984, 276 p. (cu Titus Moisescu și Marin Ionescu)
- Cîntece de lume (secolele XVIII-XIX), seria „Izvoare ale muzicii românești”, vol. IX, București, Editura Muzicală, 1985, 288 p.

### Culegeri de folclor
- 200 Cîntece și doine, București, Editura de Stat pentru Literatură și Artă, 1955 (în colaborare cu Vasile D. Nicolescu)
ediția a II-a, București, Editura Muzicală, 1962, 193 g.
- Vechi cîntece de viteji, București, Editura de Stat pentru Literatură și Artă, 1956, 132 p. (în colaborare cu Alexandru Amzulescu)